# Nils Lorens Sjöberg
Nils Lorens Sjöberg (Jönköping, 4 december 1754 - Stockholm, 13 maart 1822) was een Zweeds dichter en expeditiesecretaris. Hij was Kellgrens medewerker in "Stockholms-Posten". Sjöberg werd beloond voor zijn ode "Gustaf Adolfs toetreding tot de regering". 
Sjöberg komt uit een arbeidsgezin. Op 14-jarige leeftijd studeerde hij aan de Jönköping School. Hierna ging hij studeren aan de Universiteit van Lund. Hij werd in eerste instantie priester, maar bedacht zich later. In 1782 nam hij deel aan de  Foreign Expedition. In Stockholm kreeg hij voor zijn werk als dichter de Society Utile Dulci, Vitterhetsakademien en de Gothenburg Vitterhets. In 1787 werd hij lid van de Zweedse Academie op zetel 18, tot zijn dood in 1822. Hij was niet getrouwd en bleef kinderloos.